# Dinamarca en los Juegos Paralímpicos de Tokio 2020
Dinamarca estuvo representada en los Juegos Paralímpicos de Tokio 2020 por un total de 25 deportistas, 16 hombres y 9 mujeres.

## Medallistas
El equipo paralímpico danés obtuvo las siguientes medallas:
| Nombre           | Deporte       | Evento                                       |
| ---------------- | ------------- | -------------------------------------------- |
| Oro              |               |                                              |
| Tobias Jørgensen | Hípica        | Doma individual grado III mixto              |
| Tobias Jørgensen | Hípica        | Doma individual estilo libre grado III mixto |
| Lisa Gjessing    | Taekwondo     | –58 kg femenino                              |
| Plata            |               |                                              |
| Peter Rosenmeier | Tenis de mesa | Individual 6 masculino                       |
| Bronce           |               |                                              |
| Daniel Jørgensen | Atletismo     | Salto de longitud T63 masculino              |